# Правителство на Петко Каравелов 1
Първото правителство на Петко Каравелов е второ поред правителство на Либералната партия и четвърто начело на Княжество България. Назначено е с Указ № 735 от 28 ноември 1880 г. на Александър I Батенберг и управлява страната до преврата от 27 април 1881 г., след който княз Батенберг назначава правителство на Казимир Ернрот.

## Съставяне
След като Драган Цанков подава оставка като министър-председател и министър на външните работи, Петко Каравелов оглавява нов кабинет, съставен от членове на Либералната партия (умерени и крайни либерали) и руски генерал начело на военното министерство. Князът обаче не е удовлетворен от оставането на Цанков като министър на вътрешните работи и пише на Каравелов, че Цанков трябва да бъде отстранен.

## Кабинет
Сформира се от следните 5 министри:
| министерство                      | име | име                    | партия           |
| --------------------------------- | --- | ---------------------- | ---------------- |
| председател на Министерския съвет |     | Петко Каравелов        | Либерална партия |
| външни работи и изповедания       |     | Никола Стойчев         | Либерална партия |
| вътрешни работи                   |     | Драган Цанков          | Либерална партия |
| народно просвещение               |     | Петко Славейков        | Либерална партия |
| финанси                           |     | Петко Каравелов        | Либерална партия |
| правосъдие                        |     | Петко Каравелов (упр.) | Либерална партия |
| военен                            |     | Казимир Ернрот         | военен           |

### Промени в кабинета

#### от 17 декември 1880
- Петко Р. Славейков освобождава просветното министерство и преминава в вътрешните работи. Народното просвещение оглавява Михаил Сарафов.

| министерство        | име | име             | партия           |
| ------------------- | --- | --------------- | ---------------- |
| вътрешни работи     |     | Петко Славейков | Либерална партия |
| народно просвещение |     | Михаил Сарафов  | Либерална партия |

## Политика
Новото правителство продължава активната законодателна дейност на своите предшественици. Приети са „Закон за българското поданство“ и „Закон за подобрение положението на земеделческото население по господарските и чифликчийските земи“. Допуснатите грешки при разрешаването на редица стопански проблеми, както и противоречията в партията на либералите по отношение практиката на управление отслабват политическото им влияние в страната. Окончателно се обособяват две либерални течения – умерено и крайно.
Задълбочава се разривът между княза и правителството по отношение на вътрешната политика. Все още не са създадени редица необходими държавни институции, а междупартийните ежби правят Народното събрание обект на присмех, като с непостоянното си поведение политиците затвърждават в чужбина убеждението, че са неспособни да управляват. Съдебната администрация е покварена, пътища и мостове се рушат. Поради липса на действена полиция из страната се формират все по-големи въоръжени групи хора уж с цел самозащита, но на практика за нападения, често над турски села. Князът е принуден да изпрати военния министър Ернрот да въдвори ред.
Във външната си политика Каравеловото правителство изпада в международна изолация. Рязко се обтягат българо-турските отношения във връзка с опитите на кабинета да провежда независима политика. Силното руско влияние в България и нерешените въпроси по жп линията Русе-Варна (в нея са инвестирани значителни английски капитали) стават причина Великобритания да застане в подкрепа на турските земевладелци при разрешаване на поземления въпрос. Възползвайки се от противоречията между либералите и от убийството на император Александър II през март 1881 г., през април княз Александър I Батенберг извършва държавен преврат, като уволнява правителството и възлага на ген. Казимир Ернрот да образува служебно правителство.

## Събития
- 10 декември 1880 – Закон за съдене на министрите урежда подвеждането на представителите на изпълнителната власт под отговорност в случай на измяна или злоупотреби. Използван е за преследване на бивши министри през 1903 и 1910 – 1913 година.[1]
- 17 декември 1880 – Обнародван е първият избирателен закон на Княжество България,[6] въвеждащ мажоритарна система за следващите тридесет години.
- декември 1880 – В нарушение на конституцията Народното събрание предоставя законодателни пълномощия на кабинета. Според решението на парламента издадените от правителството закони са валидни само за мандата на Каравелов и при последващо утвърждаване от депутатите.[7][8]
- януари 1881 – Инициатива на българското правителство пред силите-гарантки на Берлинския договор за въвеждане на реформи в османска Македония пропада.[7]
- 1 март 1881 – Народоволци убиват руския император Александър II.[9] С наследника му Александър III в Русия надделяват привържениците на самодържавието, които са против Търновската конституция и управлението на либералите в България.[10]
- 27 април 1881 – Княз Александър Батенберг и военният министър Казимир Ернрот извършват държавен преврат. Правителството на Каравелов е свалено от власт, а малко по-късно е установен Режимът на пълномощията.[9]